# Lista de campeões de pesos-pesados da WCW

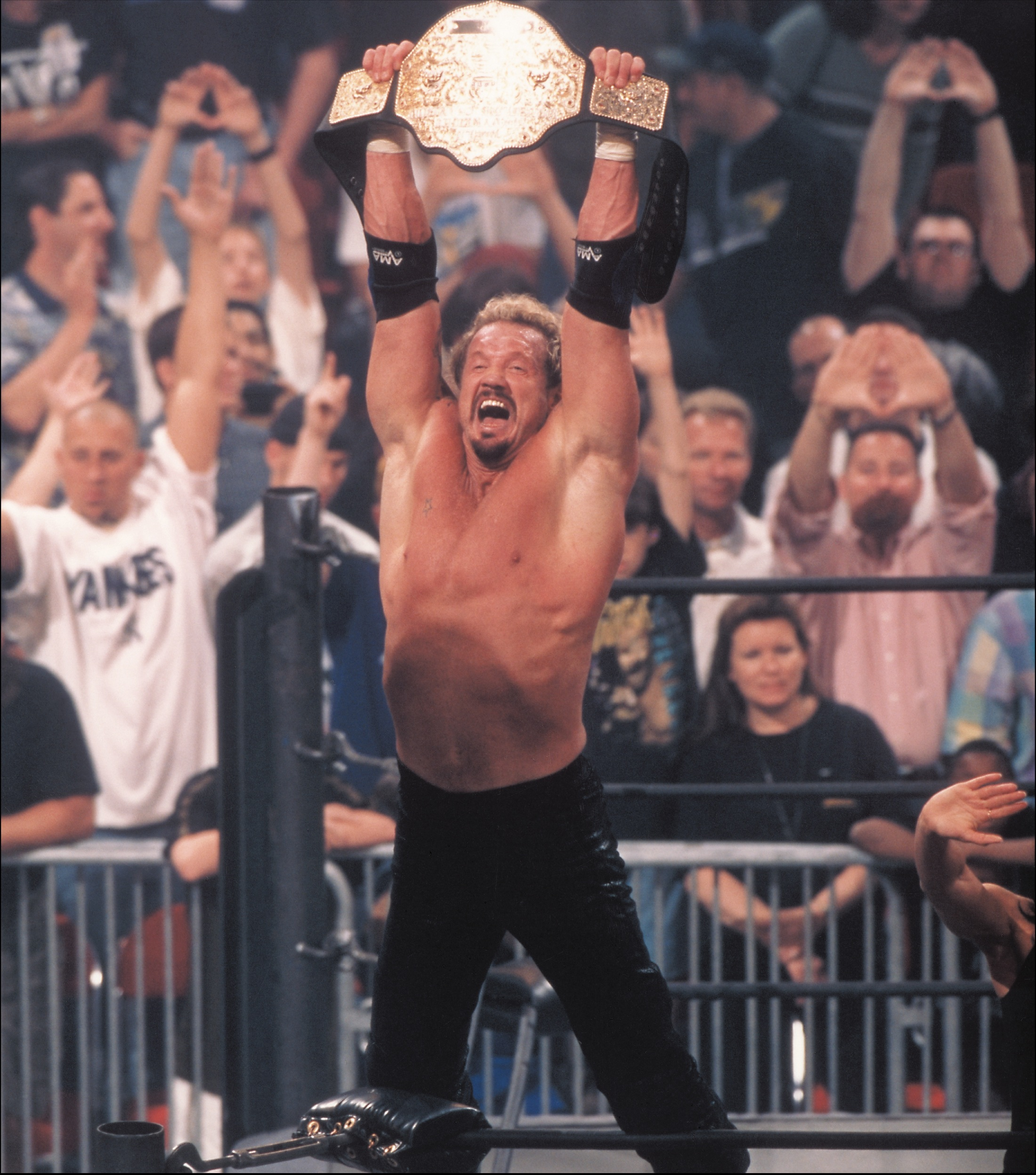
Diamond Dallas Page como Campeão Mundial dos Pesos-Pesados da WCW.

Essa é uma lista cronológica de lutadores que venceram o WCW World Heavyweight Champion. O WCW World Heavyweight Championship foi um título mundial de wrestling profissional. O título foi sancionado quando Ted Turner comprou a Jim Crockett Promotions, que era membro da National Wrestling Alliance. A organização de Turner foi renomeada World Championship Wrestling (WCW) e se separou da NWA da 1991.
O WCW World Heavyweight Championship é o título mundial original da WCW, tendo sido desativado quando a companhia foi comprada pela World Wrestling Federation, sendo unificado ao WWF Championship. Existiu um total de 22 campeão, em 62 reinados, com Ric Flair mantendo o recorde de sete reinados. Flair também, aos 51 anos, foi o campeão mais velho, enquanto The Giant (Paul Wight) foi o mais jovem, ganhando aos 23 anos. O reinado mais longo foi o de Hulk Hogan, com 469 dias, enquanto Chris Jericho foi o que manteve o título por menos tempo, o unificando imediatamente após ganhá-lo.

## História

### Nomes
| Nome                               | Anos                                           |
| ---------------------------------- | ---------------------------------------------- |
| WCW World Heavyweight Championship | 11 de janeiro de 1991 – 26 de março de 2001    |
| WCW Championship                   | 24 de junho de 2001 – 18 de novembro de 2001   |
| World Championship                 | 19 de novembro de 2001 – 9 de dezembro de 2001 |

### Reinados
| #  | Lutador             | Reinado | Data                    | Dias com o título | Local                | Evento                         | Notas | Ref.   |
| -- | ------------------- | ------- | ----------------------- | ----------------- | -------------------- | ------------------------------ | --- | ------ |
| 1  | Ric Flair           | 1       | 11 de janeiro de 1991   | 171               | East Rutherford, NJ  | Evento ao vivo                 | Ganhou o NWA World Heavyweight Championship de Sting. Foi reconhecido como primeiro campeão da WCW após a companhia deixar a National Wrestling Alliance (NWA).                                                | [ 4 ]  |
| —  | Vago                | —       | 1 de julho de 1991      | 13                | —                    | —                              | Título vago após Flair deixar a WCW pela WWF por conta de discordâncias criativas com Jim Herd. | [ 4 ]  |
| 2  | Lex Luger           | 1       | 14 de julho de 1991     | 230               | Baltimore, MD        | The Great American Bash (1991) | Derrotou Barry Windham em uma luta em uma jaula de aço pelo título vago. | [ 5 ]  |
| 3  | Sting               | 1       | 29 de fevereiro de 1992 | 134               | Milwaukee, WI        | SuperBrawl II                  | | [ 6 ]  |
| 4  | Big Van Vader       | 1       | 12 de julho de 1992     | 21                | Albany, GA           | The Great American Bash (1992) | | [ 7 ]  |
| 5  | Ron Simmons         | 1       | 2 de agosto de 1992     | 150               | Baltimore, MD        | Main Event                     | Exibido em 16 de agosto de 1992. | [ 8 ]  |
| 6  | Big Van Vader       | 2       | 30 de dezembro de 1992  | 71                | Baltimore, MD        | Evento ao vivo                 | | [ 4 ]  |
| 7  | Sting               | 2       | 11 de março de 1993     | 6                 | Londres, ING         | Evento ao vivo                 | | [ 4 ]  |
| 8  | Big Van Vader       | 3       | 17 de março de 1993     | 285               | Dublin, IRL          | Evento ao vivo                 | | [ 4 ]  |
| 9  | Ric Flair           | 2       | 27 de dezembro de 1993  | 114               | Charlotte, NC        | Starrcade (1993)               | | [ 9 ]  |
| —  | Vago                | —       | 20 de abril de 1994     | 1                 |                      |                                | Título vago após uma defesa de título contra Ricky Steamboat em 17 de abril de 1994 em Rosemont, Illinois, acabar em um pinfall duplo.                                                                         | [ 4 ]  |
| 10 | Ric Flair           | 3       | 21 de abril de 1994     | 87                | Atlanta, GA          | WCW Saturday Night             | Derrotou Ricky Steamboat pelo título vago. Exibido em 14 de maio de 1994. | [ 4 ]  |
| 11 | Hulk Hogan          | 1       | 17 de julho de 1994     | 469               | Orlando, FL          | Bash at the Beach (1994)       | | [ 10 ] |
| 12 | The Giant           | 1       | 29 de outubro de 1995   | 8                 | Detroit, MI          | Halloween Havoc (1995)         | Venceu por desqualificação. No WCW Monday Nitro da noite seguinte, foi revelado que Jimmy Hart havia inserido uma cláusula no contrato da luta que permitia que o título trocasse de mãos por desqualificação. | [ 11 ] |
| —  | Vago                | —       | 6 de novembro de 1995   | 20                | Jacksonville, FL     | WCW Monday Nitro               | Pela controvérsia do resultado da luta anterior, o título foi vago pelo comissário da WCW Nick Bockwinkel, com a decisão anunciada por Gene Okerlund.                                                          | [ 12 ] |
| 13 | Randy Savage        | 1       | 26 de novembro de 1995  | 31                | Norfolk, VA          | WCW World War 3 (1995)         | Venceu uma battle royal de três ringues. Apesar de Hulk Hogan não ter sido eliminado, Savage foi declarado vencedor.                                                                                           | [ 13 ] |
| 14 | Ric Flair           | 4       | 27 de dezembro de 1995  | 26                | Nashville, TN        | Starrcade (1995)               | | [ 14 ] |
| 15 | Randy Savage        | 2       | 22 de janeiro de 1996   | 20                | Las Vegas, NV        | WCW Monday Nitro               | | [ 15 ] |
| 16 | Ric Flair           | 5       | 11 de fevereiro de 1996 | 78                | São Petersburgo, FL  | WCW SuperBrawl VI              | Foi uma luta em uma jaula de aço. | [ 16 ] |
| 17 | The Giant           | 2       | 29 de abril de 1996     | 103               | Albany, GA           | WCW Monday Nitro               | | [ 17 ] |
| 18 | Hollywood Hogan     | 2       | 10 de agosto de 1996    | 359               | Sturgis, SD          | Hog Wild (1996)                | Anteriormente, conquistou o título como "Hulk Hogan". | [ 18 ] |
| 19 | Lex Luger           | 2       | 4 de agosto de 1997     | 5                 | Detroit, MI          | WCW Monday Nitro               | | [ 19 ] |
| 20 | Hollywood Hogan     | 3       | 9 de agosto de 1997     | 141               | Sturgis, SD          | Road Wild (1997)               | | [ 20 ] |
| 21 | Sting               | 3       | 28 de dezembro de 1997  | 11                | Washington, D.C.     | Starrcade (1997)               | | [ 21 ] |
| —  | Vago                | —       | 8 de janeiro de 1998    | 45                | Daytona Beach, FL    |                                | Título declarado vago pelo presidente do comitê executivo James J. Dillon após finais controversos de combates em 28 e 29 de dezembro.                                                                         | [ 4 ]  |
| 22 | Sting               | 4       | 22 de fevereiro de 1998 | 56                | São Francisco, CA    | WCW SuperBrawl VIII            | Derrotou Hollywood Hogan pelo título vago. | [ 22 ] |
| 23 | Randy Savage        | 3       | 19 de abril de 1998     | 1                 | Denver, CO           | Spring Stampede (1998)         | Foi uma luta sem desqualificações. | [ 23 ] |
| 24 | Hollywood Hogan     | 4       | 20 de abril de 1998     | 77                | Colorado Springs, CO | WCW Monday Nitro               | Foi uma luta sem desqualificações. | [ 24 ] |
| 25 | Goldberg            | 1       | 6 de julho de 1998      | 174               | Atlanta, GA          | WCW Monday Nitro               | | [ 25 ] |
| 26 | Kevin Nash          | 1       | 27 de dezembro de 1998  | 8                 | Washington, D.C.     | Starrcade (1998)               | Foi uma luta sem desqualificações. | [ 26 ] |
| 27 | Hollywood Hogan     | 5       | 4 de janeiro de 1999    | 69                | Atlanta, GA          | WCW Monday Nitro               | Hogan ganhou ao encostar o dedo em Nash. | [ 27 ] |
| 28 | Ric Flair           | 6       | 14 de março de 1999     | 28                | Louisville, KY       | Uncensored (1999)              | Foi uma luta First Blood em uma jaula de aço. | [ 28 ] |
| 29 | Diamond Dallas Page | 1       | 11 de abril de 1999     | 15                | Tacoma, WA           | Spring Stampede (1999)         | Foi uma luta Four Way também envolvendo Hollywood Hogan e Sting, com Randy Savage como árbitro. | [ 29 ] |
| 30 | Sting               | 5       | 26 de abril de 1999     | 0                 | Fargo, ND            | WCW Monday Nitro               | | [ 30 ] |
| 31 | Diamond Dallas Page | 2       | 26 de abril de 1999     | 13                | Fargo, ND            | WCW Monday Nitro               | Foi uma luta Four Way também envolvendo Goldberg e Kevin Nash. | [ 30 ] |
| 32 | Kevin Nash          | 2       | 9 de maio de 1999       | 63                | St. Louis, MO        | Slamboree (1999)               | | [ 31 ] |
| 33 | Randy Savage        | 4       | 11 de julho de 1999     | 1                 | Fort Lauderdale, FL  | Bash at the Beach (1999)       | Foi uma luta de duplas entre Savage e Sid Vicious contra Nash e Sting. Quem fizesse o pinfall, tornaria-se campeão.                                                                                            | [ 32 ] |
| 34 | Hulk Hogan          | 6       | 12 de julho de 1999     | 62                | Jacksonville, FL     | WCW Monday Nitro               | | [ 33 ] |
| 35 | Sting               | 6       | 12 de setembro de 1999  | 42                | Winston-Salem, NC    | Fall Brawl (1999)              | | [ 34 ] |
| 36 | Goldberg            | 2       | 24 de outubro de 1999   | 1                 | Las Vegas, NV        | Halloween Havoc (1999)         | | [ 35 ] |
| —  | Vago                | —       | 25 de outubro de 1999   | 27                | Phoenix, AZ          | WCW Monday Nitro               | Título vago por J.J. Dillon por Sting ter agredido o árbitro na noite anterior. | [ 36 ] |
| 37 | Bret Hart           | 1       | 21 de novembro de 1999  | 29                | Toronto, ON          | Mayhem (1999)                  | Derrotou Chris Benoit na final de um torneio pelo título vago. | [ 37 ] |
| —  | Vago                | —       | 20 de dezembro de 1999  | 0                 | Baltimore, MD        | WCW Monday Nitro               | Título vago por Hart após o final controverso da luta contra Benoit. | [ 38 ] |
| 38 | Bret Hart           | 2       | 20 de dezembro de 1999  | 26                | Baltimore, MD        | WCW Monday Nitro               | Derrotou Goldberg pelo título vago. | [ 39 ] |
| —  | Vago                | —       | 15 de janeiro de 2000   | 1                 |                      |                                | Título vago após lesão de Hart. | [ 4 ]  |
| 39 | Chris Benoit        | 1       | 16 de janeiro de 2000   | 1                 | Cincinnati, OH       | Souled Out (2000)              | Derrotou Sid Vicious pelo título vago. Arn Anderson foi o árbitro da luta. | [ 40 ] |
| —  | Vago                | —       | 17 de janeiro de 2000   | 7                 | Columbus, OH         | WCW Monday Nitro               | Título vago após Benoit deixar a WCW. Na história, título vago após o árbitro da luta anterior, Arn Anderson, admitir erro no fim do combate.                                                                  | [ 4 ]  |
| 40 | Sid Vicious         | 1       | 24 de janeiro de 2000   | 1                 | Los Angeles, CA      | WCW Monday Nitro               | Derrotou Kevin Nash pelo título vago. | [ 41 ] |
| —  | Vago                | —       | 25 de janeiro de 2000   | 0                 | Las Vegas, NV        | Thunder                        | Título vago pelo comissário Kevin Nash. | [ 4 ]  |
| 41 | Kevin Nash          | 3       | 25 de janeiro de 2000   | 0                 | Las Vegas, NV        | Thunder                        | Foi uma luta Caged Heat também envolvendo Big Ron. Exibido em 26 de janeiro de 2000. | [ 42 ] |
| 42 | Sid Vicious         | 2       | 25 de janeiro de 2000   | 76                | Las Vegas, NV        | Thunder                        | | [ 42 ] |
| —  | Vago                | —       | 10 de abril de 2000     | 6                 | Denver, CO           | WCW Monday Nitro               | Título vago por Eric Bischoff e Vince Russo. | [ 4 ]  |
| 43 | Jeff Jarrett        | 1       | 16 de abril de 2000     | 8                 | Chicago, IL          | Spring Stampede (2000)         | Derrotou Diamond Dallas Page na final de um torneio pelo título vago. | [ 43 ] |
| 44 | Diamond Dallas Page | 3       | 24 de abril de 2000     | 1                 | Rochester, NY        | WCW Monday Nitro               | Foi uma luta em uma jaula de aço. | [ 44 ] |
| 45 | David Arquette      | 1       | 25 de abril de 2000     | 12                | Syracuse, NY         | Thunder                        | Foi uma luta de duplas entre Arquette e Page contra Eric Bischoff e Jeff Jarrett. Exibido em 26 de abril de 2000.                                                                                              | [ 45 ] |
| 46 | Jeff Jarrett        | 2       | 7 de maio de 2000       | 8                 | Kansas City, MO      | Slamboree (2000)               | Foi uma luta Ready to Rumble em uma jaula de aço também envolvendo Diamond Dallas Page. | [ 46 ] |
| 47 | Ric Flair           | 7       | 15 de maio de 2000      | 7                 | Biloxi, MS           | WCW Monday Nitro               | | [ 47 ] |
| —  | Vago                | —       | 22 de maio de 2000      | 0                 | Grand Rapids, MI     | WCW Monday Nitro               | Título vago após lesão de Flair. | [ 4 ]  |
| 48 | Jeff Jarrett        | 3       | 22 de maio de 2000      | 1                 | Grand Rapids, MI     | WCW Monday Nitro               | Derrotou Kevin Nash pelo título vago. | [ 48 ] |
| 49 | Kevin Nash          | 4       | 23 de maio de 2000      | 6                 | Saginaw, MI          | Thunder                        | Foi uma luta Triple Threat também envolvendo Scott Steiner. Exibido em 24 de maio de 2000. | [ 49 ] |
| 50 | Ric Flair           | 8       | 29 de maio de 2000      | 0                 | Salt Lake City, UT   | WCW Monday Nitro               | | [ 50 ] |
| 51 | Jeff Jarrett        | 4       | 29 de maio de 2000      | 41                | Salt Lake City, UT   | WCW Monday Nitro               | David Flair foi o árbitro da luta. | [ 50 ] |
| 52 | Booker T            | 1       | 9 de julho de 2000      | 50                | Daytona Beach, FL    | Bash at the Beach (2000)       | | [ 51 ] |
| 53 | Kevin Nash          | 5       | 28 de agosto de 2000    | 20                | Las Cruces, NM       | WCW Monday Nitro               | Jeff Jarrett foi o árbitro da luta. | [ 52 ] |
| 54 | Booker T            | 2       | 17 de setembro de 2000  | 8                 | Buffalo, NY          | Fall Brawl (2000)              | Foi uma luta em uma jaula de aço. | [ 53 ] |
| 55 | Vince Russo         | 1       | 25 de setembro de 2000  | 7                 | Uniondale, NY        | WCW Monday Nitro               | Foi uma luta Caged Heat. | [ 54 ] |
| —  | Vago                | —       | 2 de outubro de 2000    | 0                 | São Francisco, CA    | WCW Monday Nitro               | | [ 55 ] |
| 56 | Booker T            | 3       | 2 de outubro de 2000    | 55                | São Francisco, CA    | WCW Monday Nitro               | Derrotou Jeff Jarrett em uma luta 49'ers pelo título vago. | [ 55 ] |
| 57 | Scott Steiner       | 1       | 26 de novembro de 2000  | 120               | Milwaukee, WI        | Mayhem (2000)                  | Foi uma luta em uma jaula de aço. | [ 56 ] |
| 58 | Booker T            | 4       | 26 de março de 2001     | 120               | Panama Beach, FL     | WCW Monday Nitro               | O WCW United States Heavyweight Championship de Booker também estava sendo disputado. | [ 57 ] |
| 59 | Kurt Angle          | 1       | 24 de julho de 2001     | 6                 | Pittsburgh, PA       | WWF SmackDown!                 | Exibido em 26 de julho de 2001. | [ 58 ] |
| 60 | Booker T            | 5       | 30 de julho de 2001     | 20                | Filadélfia, PA       | Raw is War                     | Foi uma luta sem desqualificação. | [ 59 ] |
| 61 | The Rock            | 1       | 19 de agosto de 2001    | 63                | São José, CA         | SummerSlam (2001)              | | [ 60 ] |
| 62 | Chris Jericho       | 1       | 21 de outubro de 2001   | 15                | St. Louis, MO        | No Mercy (2001)                | | [ 61 ] |
| 63 | The Rock            | 2       | 5 de novembro de 2001   | 34                | Uniondale, NY        | Raw                            | | [ 62 ] |
| 64 | Chris Jericho       | 2       | 9 de dezembro de 2001   | 0                 | San Diego, CA        | Vengeance (2001)               | | [ 63 ] |
| —  | Desativado          | —       | 9 de dezembro de 2001   | —                 | San Diego, CA        | Vengeance (2001)               | Título unificado ao WWF Championship quando Jericho derrotou Stone Cold Steve Austin. | [ 63 ] |

## Lista de reinados combinados

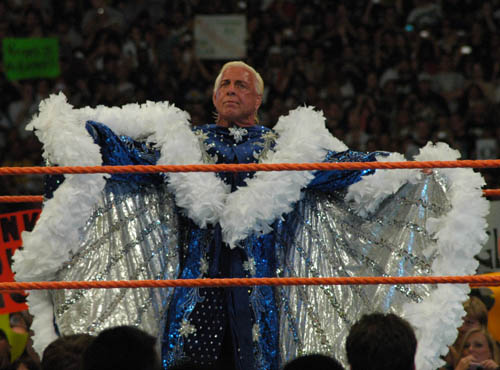
Ric Flair é o recordista de reinados, com oito.

| Pos. | Campeão                    | Nº de reinados | Dias combinados |
| ---- | -------------------------- | -------------- | --------------- |
| 1    | Hulk Hogan/Hollywood Hogan | 6              | 1.177           |
| 2    | Ric Flair                  | 8              | 511             |
| 3    | Big Van Vader              | 3              | 377             |
| 4    | Booker T                   | 5              | 253             |
| 5    | Sting                      | 6              | 249             |
| 6    | Lex Luger                  | 2              | 235             |
| 7    | Goldberg                   | 2              | 175             |
| 8    | Ron Simmons                | 1              | 150             |
| 9    | Scott Steiner              | 1              | 120             |
| 10   | The Giant                  | 2              | 111             |
| 11   | Kevin Nash                 | 5              | 97              |
| 11   | The Rock                   | 2              | 97              |
| 12   | Sid Vicious                | 2              | 77              |
| 13   | Jeff Jarrett               | 4              | 58              |
| 14   | Bret Hart                  | 2              | 55              |
| 15   | Randy Savage               | 4              | 53              |
| 16   | Diamond Dallas Page        | 3              | 29              |
| 17   | Chris Jericho              | 2              | 15              |
| 18   | David Arquette             | 1              | 12              |
| 19   | Vince Russo                | 1              | 7               |
| 20   | Kurt Angle                 | 1              | 6               |
| 21   | Chris Benoit               | 1              | 1               |